# Siebzehn Jahr, blondes Haar (Film)
Siebzehn Jahr, blondes Haar ist ein deutsch-italienischer Musikfilm von Franco Montemurro aus dem Jahr 1966.

## Handlung
Sänger Ricky ist der Star in einem Club in Liverpool. Er hat Rocker Steve die blonde Freundin Mary ausgespannt und spielt gerade vor einem Mod-Publikum, als die Rocker aus Rache den Club überfallen. Rickys Nebenbuhler will Mary zurück und greift den jungen Sänger mit einem Messer an. Mary wirft sich dazwischen und wird erstochen. Mods und Rocker fliehen, als die Polizei erscheint. Auch Ricky gelingt die Flucht. Von einem Freund erhält er Geld und trampt über London nach Paris. Auf der Reise lernt er die junge Jasmin kennen und geht mit ihr zu einer Hochzeit, wo er für das Ehepaar spielt. Jasmin sammelt Geld für ihn, will Ricky doch weiter nach Genua reisen, auch wenn sie ihn einlädt, bei ihr zu bleiben.
In Genua hofft Ricky, den Botschafter Robert Fuller sprechen zu können, erfährt jedoch, dass dieser bereits nach Rom gegangen ist, wo er als Manager eines Ölkonzerns tätig ist. Mithilfe des jungen „Hinke“, den Ricky vor einer Gruppe Schlägern rettet, kriegt er genug Geld für die Weiterfahrt nach Rom zusammen. In einer Bar lernt er zudem die attraktive Sonia kennen, für die er spielt und deren Geld er ablehnt. In Rom trifft Ricky schließlich auf Robert, der sein Vater ist. Vor drei Jahren haben sich beide zuletzt gesehen, als der rebellische Ricky seinen Vater verließ, um in Liverpool Musiker zu sein. Ricky trifft im Hause Roberts auch Sonia wieder. Sie ist die Geliebte seines Vaters und wohl bald auch die Stiefmutter Rickys. Sonia flirtet mit Ricky, der sich jedoch für Sonias kleine Schwester Martine zu interessieren beginnt. Als Martine glauben muss, dass er Sonia ihr vorzieht, trennt sie sich von Ricky. Der zieht sich in einen Club zurück, wo er seine Enttäuschung in Musik umsetzt. Er beginnt mit einem Konzertmarathon und bald berichten die Zeitungen über ihn. Der Rekord liegt bei 75 Stunden Non-Stop-Spielen und Ricky hält lange durch. Sein Vater, der sich von Sonia getrennt hat und längere Zeit ins Ausland gehen wird, zollt ihm für seinen Willen Respekt. Wenige Minuten vor dem Einstellen des Rekords erscheint Martine mit ihrem neuen Freund im Club. Als sie nach kurzer Zeit wieder gehen, folgt Ricky ihnen. Sein Rekord, für den er nur fünf weitere Minuten hätte spielen müssen, ist ihm nun egal. Er verfehlt Martine, folgt ihr jedoch zu ihrem Haus, nachdem er gehört hat, dass es ein aufreizender Abend werden soll. Er erreicht Martines Haus, als sie gerade von ihren Freunden zu einem Striptease genötigt wird. Ricky stürmt in das Haus, verprügelt sämtliche Männer und geht mit Martine, mit der er sich versöhnt, davon.

## Produktion
Siebzehn Jahr, blondes Haar wurde unter dem Arbeitstitel Uno dei mods in Rom, Monaco und Liverpool gedreht. Der Film kam am 6. August 1966 in Italien und am 15. September 1966 in der Bundesrepublik in die Kinos. Der italienische Aufführungstitel lautete La battaglia dei mods. Der Film machte Ricky Shayne in Deutschland bekannt. Im Jahr 2006 kam der Film auf DVD heraus.
Im Film sind zahlreiche Lieder zu hören:
- Udo Jürgens: Merci, Chérie
- Udo Jürgens: Siebzehn Jahr, blondes Haar
- Ricky Shayne: Uno dei mods
- Ricky Shayne: No no no no (La battaglia dei mods)
- Ricky Shayne: Vi saluto amici mods
- Ricky Shayne: Take A Heart / Golden Dream Girl / Crazy Baby I Got You

## Kritik
Für den film-dienst war Siebzehn Jahr, blondes Haar „verlogen-sentimentale Unterhaltung auf dem Niveau eines Amateurfilms.“ Auch der Evangelische Film-Beobachter hält nicht viel von dem Streifen: „Die Sympathie, die man den jungen Mitwirkenden entgegenbringen möchte, leidet unter der verkitschten und verlogenen Handlungskonstruktion.“